# Ярмолович, Полиен Антонович
Полие́н Анто́нович Ярмоло́вич (16 сентября 1871 — февраль 1942) — член IV Государственной думы от Волынской губернии.

## Биография
Православный. Потомственный почетный гражданин.
По окончании Волынской духовной семинарии поступил вольнослушателем в Варшавский университет.
В 1894 году состоял учителем церковно-приходской школы и в том же году поступил на государственную службу по судебному ведомству в Ровенском округе Волынской губернии. Был судебным приставом Ровенского съезда мировых судей. Дослужился до чина коллежского асессора.
С 1896 года состоял членом Ровенского отделения училищного совета, а с 1904 — председателем Ровенского Александро-Невского православного братства. Кроме того, состоял по избранию членом Ровенского сиротского суда. Был членом Русского собрания.
В 1912 году был избран в члены Государственной думы от Волынской губернии 2-м съездом городских избирателей. Входил во фракцию правых, после её раскола в ноябре 1916 — в группу независимых правых во главе с князем Б. А. Голицыным. Состоял членом комиссий: бюджетной, по местному самоуправлению, по городским делам, по судебным реформам, по военным и морским делам, о народном здравии.
Во время Февральской революции находился в Петрограде, выполнял поручения Временного комитета Государственной думы. 14 апреля 1917 года был командирован ВКГД на Тамбовские пороховые заводы.
В 1942 году жил на станции Парголово под Ленинградом. Умер во время блокады. Место захоронения неизвестно. Был женат, имел сына.